# Aborto inducido
El aborto inducido (aborto: del latín abortus o aborsus, a su vez de aborior, ‘contrario a orior’, ‘contrario a nacer’) es la finalización voluntaria del embarazo mediante la eliminación o extirpación de un embrión o feto.
De acuerdo con las estimaciones de la OMS, se realizan alrededor de 56 millones de abortos inducidos en el mundo anualmente, y aproximadamente el 45% de ellos son practicados de forma insegura. Las tasas de aborto cambiaron poco entre 2003 y 2008, antes de lo cual disminuyeron durante al menos dos décadas a medida que aumentó el acceso a la planificación familiar y el control de la natalidad. A partir de 2008, el 40% de las mujeres del mundo ha tenido acceso a abortos legales sin límites en cuanto a la razón. Los países que permiten abortos tienen diferentes límites sobre qué tan avanzado está el aborto durante el embarazo o sobre los motivos para avalar su práctica. Aunque se considera inmoral realizar abortos selectivos por sexo, se ha calculado que en el periodo 1970-2017, se han realizado abortos específicamente por motivos de género. Este desequilibrio está causado principalmente por China e India.
Históricamente, los abortos se han realizado con medicamentos a base de hierbas, herramientas afiladas, masajes contundentes o mediante otros métodos tradicionales. Las leyes sobre el aborto y las opiniones culturales, filosóficas, legales y religiosas sobre los abortos son diferentes en todo el mundo. En algunas áreas, el aborto es legal solo en casos específicos como violación, problemas de viabilidad del feto, pobreza, riesgo para la salud de una mujer o incesto. En muchos lugares hay mucho debate sobre los problemas morales, éticos y legales del aborto.
Entre los argumentos para permitirlo bajo la ley, algunos países lo avalan bajo la idea de que su permiso suponga menores riesgo para la embarazada que en la clandestinidad. Los métodos modernos usan medicamentos o cirugía para abortos. Algunos indican que el fármaco mifepristona en combinación con prostaglandina parece ser tan segura y efectiva como la cirugía durante el primer y segundo trimestre del embarazo aunque la Biblioteca Nacional de Medicina de Estados Unidos advierte sobre la falta de evidencia al respecto. Según el Jornal Obstétrico de Canadá, los abortos inseguros (aquellos realizados por personas no calificadas, con equipo peligroso o en instalaciones insalubres) causan 47,000 muertes y 5 millones de ingresos hospitalarios cada año en el mundo. La Organización Mundial de la Salud recomienda abortos seguros y legales disponibles para todas las mujeres. Algunos estudios indican que no hay evidencia sobre la existencia de un trauma post aborto. mientras que otros establecen múltiples consecuencias psicológicas, incluyendo hasta un 100% de incremento en la tasa de consumo de drogas ilegales

## Estadísticas y polémica sobre la cantidad de abortos inducidos
La cantidad de abortos inducidos realizados es difícil de estimar con certeza, sobre todo en los países donde es ilegal, dada la dificultad de contabilizar interrupciones del embarazo realizadas de manera clandestina.
La OMS define aborto inseguro como «un procedimiento para terminar un embarazo no deseado llevado a cabo por personas carentes de las habilidades necesarias o en un ambiente que no conforma los estándares médicos mínimos, o ambos». y según sus propias estadísticas, habría habido en el año 2008 unos 21,6 millones a nivel mundial, según un estudio publicado en 2011.
Algunas fuentes consideradas de prestigio han realizado estimaciones como por ejemplo:
La revista The Lancet en una publicación de 2007 afirmó la estimación de que en el mundo se realizan entre 42 y 46 millones de abortos anuales (entre el 20 y el 22 % de los 210 millones de embarazos que se producen en el mundo al año). Cabe considerar que en los 190 países del mundo, solo en 22 % de ellos está permitido el aborto sin restricciones de causales.
América Latina y en el Caribe, en 2000, se realizaron 29 abortos inseguros por cada 1000 mujeres de entre 13 y 44 años de edad, más del doble del promedio mundial de 14 abortos por cada 1000 mujeres y 32 abortos por cada 1000 nacimientos. Se estima que el aborto inseguro constituye la tercera entre las causas directas (13 %), después de las hemorragias (25 %) y las infecciones (15 %) de las 536 000 muertes maternas que se producen cada año en el mundo, aunque en América Latina la fracción de muertes maternas debidas al aborto inseguro alcanza el 17 %.
Según la OMS (2012) en América Latina y en el Caribe, de los 18 millones de embarazos que se producen cada año, 52 % no son planeados y el 21 % de ellos terminan en un aborto, practicándose anualmente unos 3,7 millones de abortos inseguros según la definición de la OMS suponiendo un riesgo de muerte de 370 sobre 100.000 casos y habiendo una cifra de 17% respecta la causalidad de la mortalidad materna, implicando la muerte anual de 60.000 muertes aproximadas.
En un perfil demográfico hecho en Cuba se menciona que se contabilizaba un promedio de 4.7 hijos por cada madre en los años sesenta, y un promedio de 1.5 hijos en 1992. Esto es debido, entre otros factores, a los anticonceptivos y los abortos inducidos. El aborto inducido redujo el 60 % de las muertes maternas, entre años de 1970 al 1990.
En Argentina, en estudio solicitado por el Ministerio de Salud y dirigido por las etnógrafas Edith Pantelides y Silvia Mario estima que la cantidad de abortos clandestinos por año en Argentina es de 460 000. Para calcular ese número, se basaron en la cantidad de egresos hospitalarios y se basó en la presunción de aborto (tanto inducidos como espontáneos) ocurridos en el año 2000, y le aplicaron determinadas fórmulas estadísticas, lo cual genera suspicacias sobre todo en los detractores del aborto legal. Este estudio salió en Notas de Población de la CEPAL, una revista de Demografía de América Latina peer to peer reviewed, y ha sido usado por referentes políticos de diversos espacios como Victoria Donda o Silvia Lospennato. Medios afirmaron que es la principal causa de mortalidad materna en el país, y en respuesta a un pedido de informes el Ministerio de Salud se desglosó que en el año 2016 hubo 43 muertes maternas por aborto. Según el anuario del Ministerio de Salud de 2016 el 17,6% de la mortalidad materna se debe a embarazos terminados en aborto. Son 43 muertes maternas por embarazos terminados en aborto, sin discriminar entre interrupciones voluntarias del embarazo y abortos espontáneos. Según la Campaña Nacional por el Derecho al Aborto Legal, Seguro y Gratuito, desde la recuperación democrática en diciembre de 1983 han muerto en Argentina más 3000 mujeres como consecuencia de abortos inseguros.

## Procedimientos para la inducción del aborto

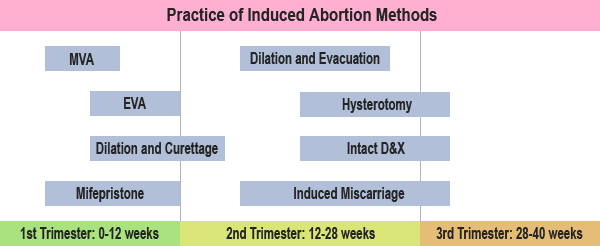
Frecuencia de las diferentes técnicas de aborto inducido según la edad gestacional; la mayoría son técnicas de aborto quirúrgico (el aborto con medicamentos es una técnica de uso hasta las 9 semanas):
1.º trimestre (0-12 semanas del desarrollo embrionario):
- Aspiración manual endouterina (AMEU-MVA).
- Succión o aspiración de vacío eléctrica AE o AVE (EVA).
- Dilatación y curetaje- legrado uterino instrumental (LUI);
- Mifepristona y misoprostol (aborto con medicamentos).
2.º trimestre (12-28 semanas):
- Dilatación y evacuación
- Histerectomía
- Dilatación y extracción intacta
- Inducción al parto prematuro
3.º trimestre (28-30 semanas):
- Histerectomía, dilatación y extracción intacta e inducción al parto prematuro.

El aborto puede ser inducido de muchas maneras, y la elección depende del tiempo de gestación o desarrollo del embrión o feto, de la salud de la madre, del contexto socioeconómico en el que se tome la decisión y se realice el acto, especialmente el acceso a los servicios médicos, y de los límites puestos por la legislación, entre otros factores.

### Procedimientos bajo control sanitario

#### Aborto con medicamentos o químico
El aborto químico o farmacológico consiste en la interrupción del desarrollo del embrión y en su eliminación por el canal del parto, todo ello inducido por lo que suele ser una combinación de fármacos. Solo es factible en las primeras semanas del embarazo. En Estados Unidos el porcentaje de abortos realizados con medicamentos (medical abortion) sobre el total de abortos ha aumentando desde la aprobación de la mifepristona: 1.0 % en el año 2000, 2.9 % en 2001, 5.2 % en 2002, 7.9 % en 2003, 9.3 % en 2004, 9.9 % en 2005, 10.6 % en 2006, 13.1 % en 2007.
En Europa el uso es desigual, así, en Portugal supone el 67 % de las IVE (interrupción voluntaria del embarazo), en Francia el 49 %; en Inglaterra y Gales el 40 %, en Escocia y Finlandia el 70 %, en España solamente el 4 %, en Italia menos del 4 % ya que comenzó su venta en diciembre de 2009.
Este tipo de procedimiento suele ser el preferido cuando es posible, porque no requiere anestesia ni tampoco una intervención quirúrgica (el uso de instrumentos), siendo los mayores inconvenientes el sangrado y que la mujer puede observar el proceso y el embrión expulsado, lo que puede ser psicológicamente doloroso para aquellas mujeres que dudan de la moralidad o de la conveniencia del acto.[cita requerida]
El procedimiento ve reducida su efectividad después de la séptima semana de desarrollo. A pesar de su relativa sencillez, el proceso requiere una vigilancia médica continuada para asegurar el éxito, para prevenir posibles complicaciones, y entre 2 y 5% de los casos la evacuación es incompleta y requiere la intervención final de un médico. Los regímenes más comunes son:
- Mifepristona con misoprostol. La mifepristona junto con misoprostol es el método químico más habitual, administrado hasta las primeras 7 a 9 semanas de embarazo (49 a 63 días). El método consiste en administrar mifepristona a dosis altas (600 mg según protocolo FDA) y, a los dos días una pastilla de misoprostol (400 µg) que provoca contracciones en el parto. La mifepristona es un antagonista de la progesterona, hormona necesaria para la continuidad de la gestación. Para garantizar la expulsión se usa el misoprostol. El protocolo presenta contraindicaciones diversas, por ejemplo con el uso previo continuado de terapias basadas en esteroides.[47][50]
- Misoprostol solo hasta 49 días de gestación: 800 mcg (4 tabletas de 200mcg) con intervalos de 3 a 12 horas por un máximo de 3 dosis. Se aplica cuando existe alguna contraindicación o alergia a la Mifepristona o el acceso a la misma es absolutamente imposible. Embarazos de 49 días a 20 semanas: 2 o 3 comprimidos de 200mcg por vía vaginal cada 4 a 6 horas, respectivamente, máximo 5 dosis. En embarazos mayores a 20 semanas, se tenderá a utilizar una dosis de 400 mcg. 200 cada 4 a 6 horas o incluso menores según respuesta.[51]
- Metotrexato con misoprostol. El metotrexato se administra con una inyección y afecta a las células en proliferación del embrión, provocando la interrupción de su desarrollo. Unos días después, la administración de misoprostol, un análogo semisintético de la PGE1 prostaglandina que estimula la contracción del útero, provoca la expulsión de sus restos. El procedimiento está contraindicado en distintas condiciones médicas, como por ejemplo la insuficiencia renal.

También hay métodos muy comunes usados en América del Sur que son considerados como químicos, estos siendo de origen de ese mismo país, que se usaban para el siglo XX. Entre ellos se encuentra Hierbabuena que era el abortivo más usado en América, cuyo principio activo, una cetona, el pulegón, tenía acción convulsivante y producía colapso cardiovascular, arritmia cardíaca enfriamiento generalizado y perdida del conocimiento.
Otro método es el romero salvaje, cuyas hojas se añadían a la cerveza para aumentar su acción embriagadora; contenía un aceite (alcanfor de ledum) que actuaba localmente como irritante y resortivo y provocaba abortos. Su acción tóxica producía excitación y parálisis de los centros nerviosos, convulsiones, congestión y edema de la cara, vómitos, meteorismo y respiración estertorosa.

#### Aborto quirúrgico

Aborto por aspiración, a las ocho semanas de la gestación (seis después de la fertilización).
1: Saco amniótico
2: Embrión
3: Útero
4: Espéculo
5: Jeringa manual
6: Conexión a bomba de aspiración.

Se denomina aborto quirúrgico al conjunto de técnicas quirúrgicas que tienen el fin de provocar el aborto, es decir, terminar voluntariamente el proceso gestacional.
El método quirúrgico más empleado antes de las 7 semanas de embarazo es el aborto por aspiración. Consiste en la remoción del feto o del embrión a través de succión, usando una jeringa manual o una bomba eléctrica de aspiración. La aspiración manual se denomina también minisucción o extracción menstrual. Se aplica solo durante las primeras semanas y no requiere dilatación cervical (véase también cérvix o cuello uterino). Para estas primeras semanas, se habla de interrupción del embarazo, más que de aborto, aunque en realidad ambos términos son sinónimos. A partir de la semana decimoquinta y hasta la vigesimosexta, se requiere dilatación cervical y manipulación quirúrgica, además de succión.
El método de dilatación y curetaje (véase legrado) es un método general que se emplea también durante el examen médico para tomar muestras o para la detección de ciertos tipos de cáncer. Se conoce también con el nombre de nacimiento parcial, y suele hacerse entre la sexta y la decimocuarta semanas. La Organización Mundial de la Salud (OMS) recomienda que este método no se use salvo cuando la aspiración manual no es factible, y de hecho su uso es poco frecuente. El legrado sirve para limpiar las paredes del útero con una cureta.
En estados avanzados de la gestación, si se ha de practicar un aborto por razones terapéuticas, se usan otros procedimientos adecuados para el mayor estado de desarrollo del feto. Se puede inducir el parto prematuro usando prostaglandinas, a la vez que se inyecta suero salino o urea en el líquido amniótico, que causa quemaduras fatales en el feto. En los casos más avanzados se usan técnicas excepcionales, como la llamada «de dilatación y extracción intacta» o «aborto por nacimiento parcial», que requiere dos o tres días de preparación, para asegurar la dilatación cervical necesaria, y los fármacos que induzcan el parto. El médico manipulará al feto, para hacer salir primero sus piernas, hasta dejar adentro solo la cabeza, si así es necesario. Por último, se vacía el encéfalo por succión después de practicar una incisión en la base del cráneo.La elección de una u otra técnicas depende de cuán avanzado esté el embarazo y si la dilatación cervical resulta o no necesaria.
Desde la decimoquinta semana hasta la vigésimo sexta semana de embarazo, se usa el método de dilatación y evacuación (D & E), que consiste en la apertura del cuello uterino, vaciándolo mediante el uso de instrumentos quirúrgicos y succión. Es necesario usar otras técnicas para inducir el aborto a partir del tercer trimestre. El parto prematuro puede ser provocado por la prostaglandina, que puede aplicarse junto con una inyección de líquido amniótico con soluciones cáusticas (salinas) o urea.
Después de la 16.ª semana de gestación, el aborto puede ser provocado por la compresión craneal intra-uterina, que requiere la descompresión de la cabeza del feto antes de su evacuación. El aborto por histerotomia es un procedimiento parecido a la cesárea, y se practica bajo anestesia general, por ser considerado una cirugía abdominal de importancia. Cuando el feto está en una edad gestacional avanzada, de seis a nueve meses, algunos países aplican el método de aborto por nacimiento parcial, procedimiento que ha provocado varias controversias legales. De las 20 hasta las 23 semanas de embarazo, será necesaria una inyección para detener el corazón del feto. Las técnicas tardías ponen en mucho mayor riesgo la salud de la madre.

## Seguridad
Los riesgos del aborto para la salud dependen principalmente de si el procedimiento se realiza de manera segura o insegura. La Organización Mundial de la Salud define los abortos inseguros como aquellos realizados por personas no calificadas, con equipo inadecuado o en instalaciones insalubres. Los abortos legales realizados en los países desarrollados se encuentran entre los procedimientos más seguros en medicina. En los EE. UU., el riesgo de muerte materna por aborto es de 0,7 por 100.000 procedimientos,  haciendo que el aborto sea 13 veces más seguro para las mujeres que el parto (8,8 muertes maternas por cada 100.000 nacidos vivos). En los Estados Unidos de 2000 a 2009, el aborto tuvo una tasa de mortalidad menor que la cirugía plástica. El riesgo de mortalidad relacionada con el aborto aumenta con la edad gestacional, pero sigue siendo más bajo que el del parto hasta al menos 21 semanas de gestación. El aborto ambulatorio es tan seguro y efectivo de 64 a 70 días de gestación como de 57 a 63 días El aborto con medicamentos es seguro y efectivo para embarazos anteriores a las 6 semanas de gestación.
La aspiración por vacío en el primer trimestre es el método más seguro de aborto quirúrgico y se puede realizar en una oficina de atención primaria, clínica de aborto u hospital. Las complicaciones, que son raras, pueden incluir perforación uterina, infección pélvica y productos retenidos de la concepción que requieren un segundo procedimiento para evacuar. Las infecciones representan un tercio de las muertes relacionadas con el aborto en los Estados Unidos. Los antibióticos preventivos (como la doxiciclina o el metronidazol) generalmente se administran antes del aborto inducido, ya que se cree que reducen sustancialmente el riesgo de infección uterina postoperatoria. Las complicaciones después del aborto en el segundo trimestre son similares a las del aborto en el primer trimestre y dependen en cierta medida del método elegido. Los abortos en el segundo trimestre generalmente son bien tolerados. Hay poca diferencia en términos de seguridad y eficacia entre el aborto con medicamentos usando un régimen combinado de mifepristona y misoprostol y el aborto quirúrgico (aspiración) en los abortos tempranos del primer trimestre hasta las 9 semanas de gestación.

### Salud mental
La evidencia actual no encuentra relación entre la mayoría de los abortos inducidos y los problemas de salud mental además de los esperados para cualquier embarazo no deseado. Un informe de la Asociación Estadounidense de Psicología concluyó que el primer aborto de una mujer no es una amenaza para la salud mental cuando se lleva a cabo en el primer trimestre, con tales mujeres no más probables de tener problemas de salud mental que aquellas que llevan un embarazo no deseado a término; el resultado de salud mental del segundo o mayor aborto de una mujer es menos cierto. Algunas revisiones más antiguas concluyeron que el aborto se asoció con un mayor riesgo de problemas psicológicos, sin embargo, no usaron un grupo de control apropiado. Algunos supuestos efectos psicológicos negativos del aborto han sido referidos por activistas antiaborto como una condición separada llamada "síndrome postaborto", pero esto no es reconocido por profesionales médicos o psicológicos en los Estados Unidos.

## Aspectos legales: aborto terapéutico y aborto voluntario
La mayor parte de las legislaciones reguladoras, tanto las permisivas como las restrictivas, distinguen entre aborto terapéutico y aborto electivo o voluntario. No hay que confundirlos con el aborto indirecto que se produce cuando se lleva a cabo una terapia necesaria con la madre y que produce también la muerte del feto. Un caso concreto es el del embarazo ectópico, pero también hay otros como fruto, por ejemplo, de terapias contra un cáncer materno.

### Aborto terapéutico

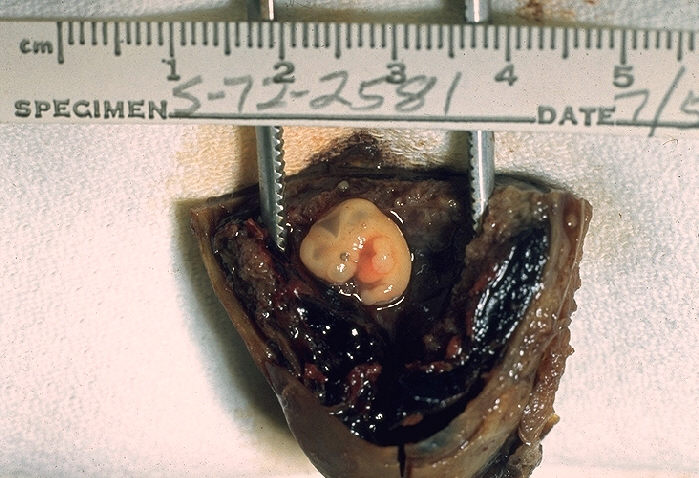
Aborto terapéutico. Embarazo ectópico, una de las patologías del embarazo.

El aborto terapéutico consiste en el aborto inducido desde razones médicas. La mayor parte de las legislaciones que regulan el aborto, tanto las permisivas como las restrictivas, distinguen, en diferente grado, entre la total o mayor admisibilidad del aborto terapéutico respecto a la interrupción voluntaria del embarazo. Tan solo hay cinco estados independientes en el mundo donde no está permitido el aborto terapéutico en ningún caso: Ciudad del Vaticano, El Salvador, Malta, Nicaragua y República Dominicana.[cita requerida] con el objetivo de:
- salvar la vida de la madre, cuando la continuación del embarazo o el parto significan un riesgo grave para su vida;
- proteger la salud física o mental de la madre, cuando estas están amenazadas por el embarazo o por el parto;
- evitar el nacimiento de un niño con una enfermedad congénita o genética grave, que se prevé dará lugar a un desenlace fatal o a padecimientos o discapacidades severas, o
- reducir el número de fetos en embarazos múltiples hasta un número que haga el riesgo aceptable.

### Aborto electivo
Es realizado cuando la voluntad de la mujer es no llevar a cabo el embarazo por razones personales y diversas. En todo el mundo, la razón más común que las mujeres citan para tener un aborto es posponer o dejar de tener hijos. La segunda razón más común-las preocupaciones socioeconómicas-incluye la interrupción de la educación o el empleo; falta de apoyo del padre; deseo de proporcionar educación a los niños existentes; y la pobreza, el desempleo o la incapacidad de pagar niños adicionales. Además, los problemas de relación con un esposo o pareja y la percepción de una mujer de que es demasiado joven constituyen otras categorías importantes de razones. Las características de las mujeres se asocian con sus razones para tener un aborto: con pocas excepciones, las mujeres mayores y las casadas son las que con mayor probabilidad identifican las limitaciones del embarazo como su principal razón para el aborto

### Aborto por indicación médico-legal
Se entiende por aborto por indicación médico-legal al acto médico o quirúrgico que consiste en la interrupción voluntaria de la gestación en los casos en que el derecho interno de cada país prevé la no imposición de una pena por tal motivo, aunque el aborto en general sea considerado un delito. La importancia del aborto por indicación médico-legal está en que facilita que estas interrupciones se practiquen dentro del ámbito sanitario institucional, eliminando riesgos innecesarios para las mujeres.

## Debate sobre el aborto
Las dos principales corrientes involucradas en el debate sobre el aborto son los movimientos que defienden la legalización del aborto y los movimientos contrarios a su despenalización o favorables a las máximas restricciones en la práctica del aborto. Cada movimiento trata de influir en la opinión pública y los poderes políticos e institucionales para promover sus propuestas y cambios en la legislación, en un sentido u otro. Sin embargo, ambos suelen basarse en argumentos históricos, médicos y legales no necesariamente correctos.
- Movimientos a favor de la legalización del aborto, conocidos como proelección -del inglés pro-choice- o pro-aborto, que reclaman su despenalización (generalmente reivindican leyes de plazos frente a leyes de supuestos) y la cobertura médica pública para las mujeres que libremente quieran interrumpir su embarazo.[84]

- Movimientos contrarios a la legalización del aborto, conocidos como provida –del inglés pro-life– o movimientos antiabortistas, contrarios a la despenalización del aborto y defensores de la vida del embrión y el feto como ser humano pleno con plenos derechos.[85]

## Derechos humanos
Expertos de la ONU y agencias piden la plena realización de los derechos sexuales y reproductivos, incluido el acceso a un aborto seguro y legal.
La Convención sobre la Eliminación de Todas las Formas de Discriminación contra la Mujer o CETFDCM, dijo en una declaración de 2014: "El aborto inseguro es una de las principales causas de mortalidad y morbilidad maternas. Como tal, los Estados partes deberían legalizar el aborto al menos en casos de violación, incesto, amenazas a la vida y / o salud de la madre o discapacidad fetal grave, así como proporcionar a las mujeres acceso a atención de calidad después del aborto, especialmente en casos de complicaciones resultantes de abortos inseguros. Los Estados partes también deben eliminar las medidas punitivas para las mujeres que se someten al aborto". Ha hecho recomendaciones similares a muchos gobiernos cuando revisa su cumplimiento del tratado. Las recomendaciones formuladas en estas "observaciones finales" suelen exigir a los gobiernos que legalicen el aborto en las circunstancias mencionadas anteriormente, despenalicen en todos los casos y garanticen el acceso.
El Comité de los Derechos del Niño instó a los gobiernos a despenalizar el aborto en todas las circunstancias y eliminar las barreras de acceso.
El Comité de Derechos Humanos de la ONU, el Comité de Derechos Económicos, Sociales y Culturales y el Comité contra la Tortura también han pedido que se eliminen las penas por aborto y que se adopten medidas para garantizar el acceso legal y seguro al aborto.
El borrador del comentario general del Comité de Derechos Humanos (CDH) sobre el Pacto de Derechos Civiles y Políticos de 1996 dice: "Los Estados partes deben proporcionar acceso seguro al aborto para proteger la vida y la salud de las mujeres embarazadas, y en situaciones en las que llevar un embarazo a término causaría dolor o sufrimiento sustancial a la mujer. especialmente cuando el embarazo es el resultado de una violación o incesto o cuando el feto sufre un deterioro fatal ". Cuando el Comité sobre los Derechos de las Personas con Discapacidad (CDPD) presentó sus preocupaciones, dijo que el CDH debería eliminar las palabras, "sobre todo cuando el embarazo es el resultado de una violación o incesto o cuando el feto sufre un impedimento fatal". No discutió el resto del pasaje.
La Corte Interamericana de Derechos Humanos (CIDH), el máximo tribunal que interpreta la Convención, definió que la legalización del aborto no la contradice. La abogada venezolana Luz Patricia Mejía, relatora de la Comisión Interamericana de Derechos Humanos, afirma que dicho tratado no es contrario al aborto, sino que "cuando la Convención dice que el derecho a la vida estará protegido a partir del momento de la concepción, se aclara que es 'en general'. Esto se hizo así para que los estados que en el momento de la sanción de la Convención tenían el aborto legalizado pudieran formar parte de la misma".
En el año 2012, la Corte Interamericana de Derechos Humanos zanjó las diferencias interpretativas en el fallo del caso "Artavia Murillo y otros ("fecundación in vitro") vs. Costa Rica", en el cual interpreta el artículo 4 de la Convención Americana sobre Derechos Humanos. En el párrafo 185, se afirma que "hay concepciones que ven en los óvulos fecundados una vida humana plena. [...] Estas concepciones no pueden justificar que se otorgue prevalencia a cierto tipo de literatura científica al momento de interpretar el alcance del derecho a la vida consagrado en la Convención Americana, pues ello implicaría imponer un tipo de creencias específicas a otras personas que no las comparten". Asimismo, en el párrafo 263, señala que "la Corte concluye que el objeto y fin de la cláusula 'en general' del artículo 4.1 de la Convención es la de permitir, según corresponda, un adecuado balance entre derechos e intereses en conflicto. En el caso que ocupa la atención de la Corte, basta señalar que dicho objeto y fin implica que no pueda alegarse la protección absoluta del embrión anulando otros derechos". En el siguiente párrafo indica que "es posible concluir de las palabras 'en general' que la protección del derecho a la vida con arreglo a dicha disposición no es absoluta, sino es gradual e incremental según su desarrollo, debido a que no constituye un deber absoluto e incondicional, sino que implica entender la procedencia de excepciones a la regla general".
En relación con este fallo, las juristas Aída Kemelmajer de Carlucci, Marisa Herrera y Eleonora Lamm han señalado la importancia de la decisión de la Corte Interamericana en el debate regional por la legalización del aborto: "Puede pensarse, entonces, que la máxima instancia judicial en la región ha dado luz verde para legalizar la interrupción del embarazo en América en un abanico mucho más amplio de casos." La Comisión Interamericana de Derechos Humanos (CIDH) se pronunció a favor la aprobación de la ley de despenalización del aborto en tres causales en Chile, por ende su postura no es en contra del aborto. Así mismo, la CIDH no considera al embrión como persona.

## Aspectos jurídicos

Situación jurídica del aborto inducido alrededor del mundo.
No punible si la interrupción del embarazo se realiza antes de un plazo establecido.
No punible en casos de riesgo para la madre, violación, defectos en el feto o factores socioeconómicos.
No punible en casos de riesgo para la madre, violación o defectos en el feto.
No punible en casos de riesgo para la madre o violación.
No punible en casos de riesgo para la madre.
Punible sin excepciones.
Varía por región.
No hay información.
Nota: En la mayoría de los países y supuestos citados, la intervención ha de efectuarse antes de plazos establecidos.

El aborto, entendido como la interrupción intencional del embarazo, es, dependiendo del ordenamiento jurídico vigente, una conducta punible o no punible, atendiendo a las circunstancias específicas.
De esta manera, dependiendo del país que lo contemple, es considerado un delito penalizado en cualquier circunstancia, o un derecho de la gestante. En otros países, aun siendo también un delito se mantiene despenalizado en ciertos casos siempre que medie el consentimiento materno.
En la actualidad, la legislación en la mayor parte del mundo contempla la despenalización del aborto, siguiendo la recomendación de la Organización de las Naciones Unidas, para supuestos intermedios, siempre tomando la voluntad de la embarazada como requisito sine qua non para una posible no punición.
Los ordenamientos jurídicos que despenalizan el aborto en alguno o todos los supuestos, lo hacen desde las siguientes perspectivas:
- El sistema anglosajón desarrolla los derechos fundamentales de la mujer desde la perspectiva de su derecho a la intimidad y en relación con la idea de ‘viabilidad’.
- El modelo europeo-continental, a su vez, vincula el aborto con el derecho general a la libertad de la mujer, ya sea que se le especifique como libertad reproductiva (véase derechos reproductivos) o como derecho a la autonomía.
- En el sistema islámico, el aborto solo se consiente por razones médicas en las que la madre corre grave peligro.

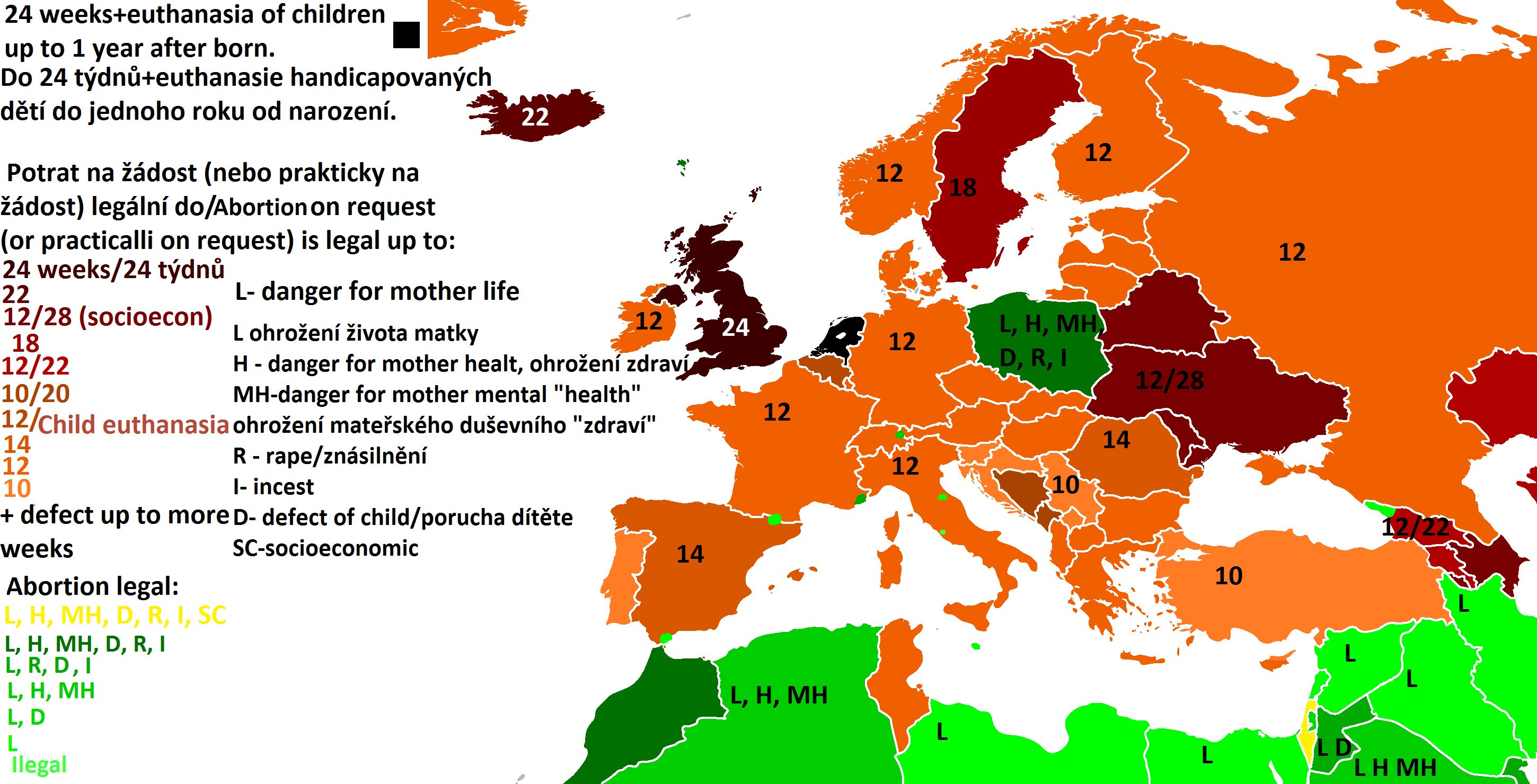
Carta de leys sobre abortos en Europa. Numero significa semana, en qué es legal todo aborto. L=Niño amenaza vida de la madre H= Salud físico de la madre MH= "Salud" psicológico de la madre D=discapacidad de niño (porejemblo Síndrome de Down) R=Violación I=Incesto

- Carta de leys sobre abortos en Europa. Numero significa semana, en qué es legal todo aborto. L=Niño amenaza vida de la madre H= Salud físico de la madre MH= "Salud" psicológico de la madre D=discapacidad de niño (porejemblo Síndrome de Down) R=Violación I=IncestoEl sistema internacional de protección de los derechos humanos ―así las organizaciones no gubernamentales (ONG) internacionales como por ejemplo Amnistía Internacional, como los organismos de protección de DD.HH. de carácter universal, como la Comisión y Comité de Derechos Humanos de las Naciones Unidas o la Organización Mundial de la Salud― relaciona el problema de la despenalización del aborto con el derecho que tienen las mujeres a no ser sometidas a tratos crueles, inhumanos o degradantes; es decir, con la prohibición general de la tortura.

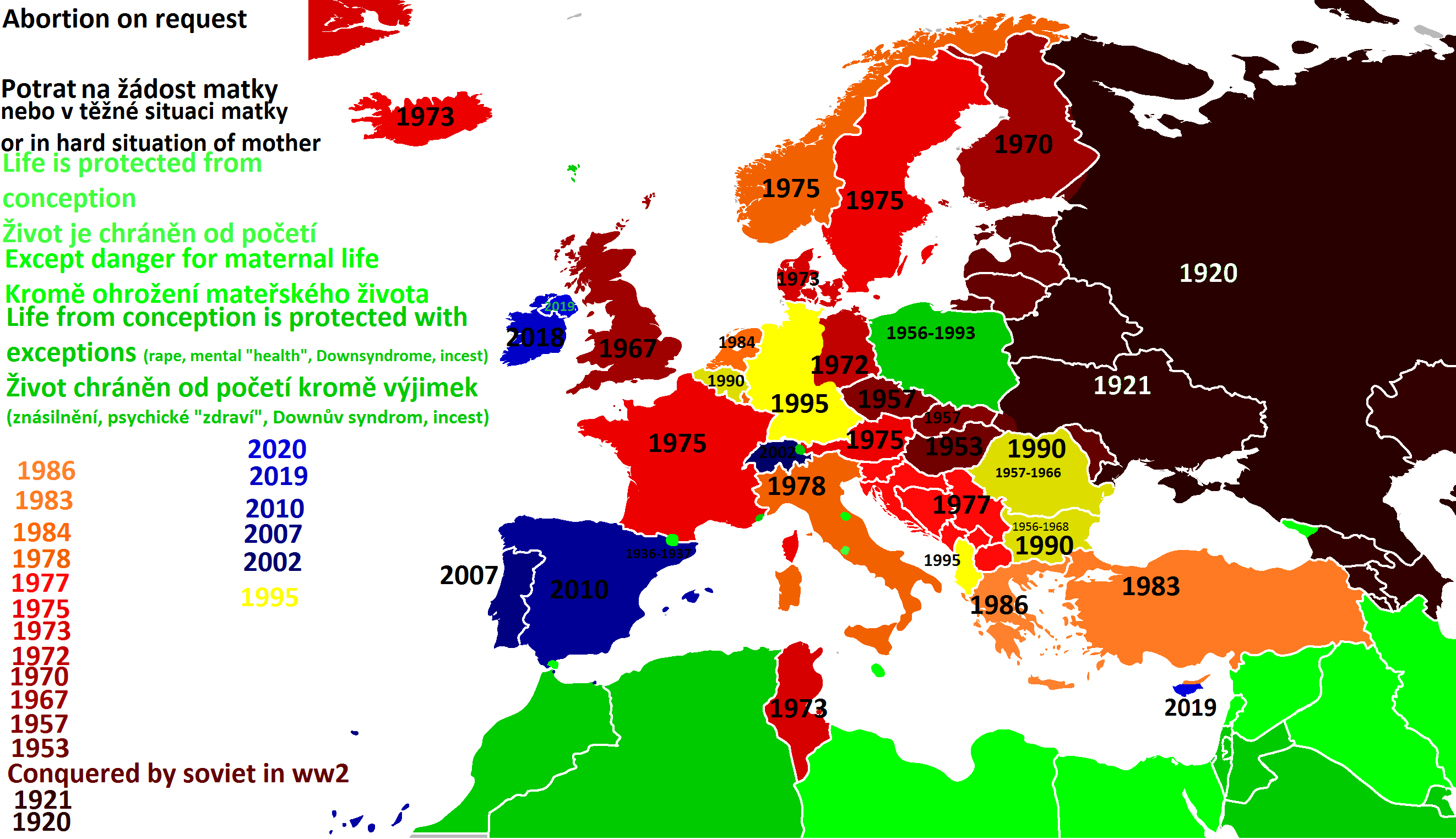
Historia de la protección de la vida en Europa, África del Norte, y Oriente Próximo. Número significa año, en qué país legalizó abortos.

La normativa sobre el aborto es un tema sumamente polémico, puesto que, tanto los promotores de una posición como sus detractores, argumentan defender un derecho humano. Los defensores del aborto esgrimen el derecho a la libertad, autonomía o intimidad de la gestante, y sus detractores el derecho a la vida que le conceden al nasciturus. La situación supone un conflicto entre dos o tres partes; madre, padre y nasciturus, y un conflicto de derechos entre sí; de parte de la madre y el padre el derecho a la libertad, a la autonomía o autodeterminación y también puede considerarse el derecho a la propiedad, y del lado del nasciturus el derecho a la vida.

### El aborto en el mundo
En países como Canadá, Estados Unidos, India, los países de la antigua órbita soviética y la mayoría de los países de Europa, el aborto es legal a petición o demanda de la mujer durante cierto período de gestación. Por otro lado, en la mayoría de los países de África, Latinoamérica, Medio Oriente, Oceanía y del Sudeste Asiático el aborto es ilegal y está penalizado en alguno de los supuestos. Al día de hoy cinco países alrededor del mundo prohíben la interrupción del embarazo bajo cualquier circunstancia y tipifican penas de cárcel para toda mujer y persona que realice, intente realizar o facilite la realización de un aborto: Ciudad del Vaticano, El Salvador, Malta, Nicaragua y República Dominicana. En estos últimos, el derecho del nonato a la vida está protegido por el Estado.
Aproximadamente el 25 por ciento de la población mundial vive en 54 países que prohíben completamente el aborto o lo permiten solo para salvar la vida de la mujer. El 62 por ciento de la población mundial vive en 55 países donde el aborto inducido está permitido, ya sea sin restricciones en cuanto a su causa; ya sea por motivos terapéuticos, quirúrgicos, eugenésicos, sentimentales, y hasta por razones socioeconómicas. Adicionalmente, algunas legislaciones establecen requisitos previos, tales como períodos de espera, la provisión de información, la opinión de varios médicos o la notificación al cónyuge o a los padres de la embarazada o lo admiten sin restricciones, como Canadá.

#### Aborto por países
- Argentina

A partir del 14 de enero de 2021, luego de la promulgación de la ley Ley 27.610, en Argentina el aborto inducido es legal hasta la semana 14 de embarazo bajo cualquier causal, y en cualquier momento del embarazo en el caso de una violación de una mujer, y en el caso de que la madre corra riesgo de muerte.
- Belice

El aborto en Belice es considerado un delito excepto en los siguientes casos:
- Cuando suponga poner en riesgo la vida de la madre.
- Cuando llevar el embarazo a término ponga en peligro la salud física o mental de la madre o la de cualquiera de los niños de su familia.
- Cuando haya un riesgo sustancial de que el bebé padezca una discapacidad severa.

En todos estos supuestos, el aborto será legal única y exclusivamente si es realizado por un médico registrado bajo ciertas condiciones.
- Chile

El aborto en Chile, referido al aborto inducido o interrupción voluntaria del embarazo, es legal en 3 causales.
El aborto fue definido como delito en el Código Penal de 1874. Sin embargo, en 1931 se estableció una excepción con fines terapéuticos en el Código Sanitario. Dicha excepción se mantuvo vigente hasta 1989, cuando el régimen militar de Augusto Pinochet la suprimió, prohibiendo todo tipo de interrupción voluntaria del embarazo.
En 2017 se revirtió la penalización del régimen de Pinochet, estableciéndose la despenalización del aborto en 3 causales: peligro para la vida de la mujer, inviabilidad fetal de carácter letal y embarazo en caso de violación.
- Colombia

El aborto en Colombia fue despenalizado bajo tres causales (Riesgo de muerte de la gestante, malformación del feto o violación)  desde la sentencia C-355 de 2006 por la Corte Constitucional de Colombia y posteriormente desde el 21 de febrero de 2022 se permite interrumpir voluntariamente el embarazo de manera legal hasta la semana veinticuatro de gestación bajo cualquier causal.
- México

En México el aborto electivo está totalmente despenalizado en todo el país, de facto (por una serie de sentencias de la Suprema Corte de Justicia de la Nación); aunque su legalización, de iure, depende de cada entidad federativa que componen el país. Existen diferentes códigos penales y leyes de salud que permiten el aborto legal bajo ciertas circunstancias y que igualmente facilitan el acceso a estos procedimientos y servicios en clínicas y hospitales públicos de manera gratuita. Algunas entidades se consideran permisivas (tanto la Ciudad de México como los estados de Oaxaca, Hidalgo, Veracruz, Coahuila, Baja California, Colima, Sinaloa, Guerrero y Baja California Sur) y otras restrictivas.
En las 32 entidades (es decir, todo el país) se menciona a la violación, en 30 se señala la imprudencia o el aborto espontáneo, en 23 se indica el peligro de muerte, en 19 se menciona el grave daño a la salud, en 18 se señala las alteraciones genéticas o congénitas graves, en 17 se indica la inseminación artificial no consentida, en 2 se mencionan causas económicas graves, en 10 se autoriza por libre petición y en 4 se consiente por casos especiales (ya sea por la negación de una autoridad, la omisión del personal médico y de enfermería o por trastornos ginecológicos que impidieron darse cuenta del embarazo).
En este país se suele utilizar el concepto de Interrupción Legal del Embarazo (ILE) para hacer referencia al aborto voluntario antes de la semana 12 o 13 de gestación (según la entidad) mientras que la Interrupción Voluntaria del Embarazo (IVE) se relaciona con el aborto en caso de violación en cualquier momento del embarazo. Existen normativas federales que se basan en el principio de buena fe y de esta manera, facultan a las víctimas de delitos sexuales a interrumpir sus embarazos sin presentar requisitos o confirmaciones previas por parte de las autoridades judiciales (haciendo el proceso mucho más sencillo y expedito).
Existe en la Constitución Política de los Estados Unidos Mexicanos, artículos que reconocen los derechos sexuales, reproductivos y de acceso a servicios de salud de calidad. No existe ninguna disposición que proteja la vida en gestación desde el momento de la concepción. De hecho, la tendencia en las entidades permisivas es considerar al embarazo después de la implantación del embrión en el endometrio.
- Perú

Actualmente en Perú es posible aplicarse el aborto de modo legal únicamente si la vida de la gestante está en riesgo; este aborto terapéutico se encuentra reglamentado por la Resolución Ministerial N.º 486-2014, no se permite el aborto terapéutico por violación sexual, para tomar la posición de realizar un aborto terapéutico se realiza una junta médica conformada por tres profesionales médicos y si estos concluyen en que este aborto terapéutico es recomendable se solicita el consentimiento de la persona.
Artículo 119.- No es punible el aborto practicado por un médico con el consentimiento de la mujer embarazada o de su representante legal, si lo tuviera, cuando es el único medio para salvar la vida de la gestante o para evitar en su salud un mal grave y permanente.
- Uruguay

El aborto en Uruguay no está penalizado si se cumple dentro de las primeras 12 semanas de gestación y siempre que la mujer cumpla el procedimiento establecido en la Ley aprobada en 2012.

## Creencias religiosas
| Diferencias religiosas sobre la cuestión del aborto (2014) Porcentaje de ploblación adulta a favor del aborto por tradición religiosa:                    | Diferencias religiosas sobre la cuestión del aborto (2014) Porcentaje de ploblación adulta a favor del aborto por tradición religiosa: | Diferencias religiosas sobre la cuestión del aborto (2014) Porcentaje de ploblación adulta a favor del aborto por tradición religiosa: | Diferencias religiosas sobre la cuestión del aborto (2014) Porcentaje de ploblación adulta a favor del aborto por tradición religiosa: | Diferencias religiosas sobre la cuestión del aborto (2014) Porcentaje de ploblación adulta a favor del aborto por tradición religiosa: |
| --- | --- | --- | --- | --- |
| | | | % | |
| Judíos | Judíos | | 83 | 83 |
| Budistas | Budistas | | 82 | 82 |
| No afiliados | No afiliados | | 73 | 73 |
| Hinduistas | Hinduistas | | 68 | 68 |
| Protestantes | Protestantes | | 60 | 60 |
| Musulmanes | Musulmanes | | 55 | 55 |
| Ortodoxos | Ortodoxos | | 53 | 53 |
| Iglesia negra | Iglesia negra | | 52 | 52 |
| Católicos | Católicos | | 48 | 48 |
| Evangélicos | Evangélicos | | 33 | 33 |
| Mormones | Mormones | | 27 | 27 |
| Testigos de Jehová | Testigos de Jehová | | 18 | 18 |
| Los porcentajes pueden no sumar 100 debido al redondeo; los márgenes de error varían según el número de personas encuestadas. Fuente: Pew Research Center | | | | |

### Cristianismo
Las denominaciones cristianas contemporáneas han matizado posiciones, pensamientos y enseñanzas sobre el aborto, especialmente en circunstancias atenuantes.  La Iglesia católica, la Iglesia ortodoxa, la Ortodoxia Oriental y la mayoría de los protestantes evangélicos se oponen al aborto deliberado como inmoral, mientras permiten lo que a veces se llama aborto indirecto, es decir, una acción que no busca la muerte del feto como un fin o un medio. Pero eso es seguido por la muerte como un efecto secundario. Algunas denominaciones protestantes tradicionales como la Iglesia Metodista, la Iglesia Unida de Cristo y la Iglesia Evangélica Luterana de América, entre otras, son más permisivas con el aborto. De manera más general, algunas denominaciones cristianas pueden considerarse provida, mientras que otras pueden considerarse proabortistas. Además, hay minorías considerables en algunas denominaciones que no están de acuerdo con la postura de su denominación sobre el aborto.
En el Antiguo Testamento no se menciona el aborto voluntario. Solo aparece penalizado el aborto derivado de un golpe inferido a la mujer (Éxodo 21:22-23), en el marco de una ley que se refiere a la prohibición del homicidio. La exigencia de que pague una multa aquel hombre que causare la muerte de un nonato por negligencia indica que se consideraba este acto como dañoso al hombre y a la mujer, más que al feto. En este punto, la ley hitita era similar. En cambio, las leyes asirias penalizaban incluso el aborto autoinducido, quizás porque el Estado necesitaba guerreros con fines militares.
Bajo la influencia griega tardía, la versión de la Septuaginta del Libro del Éxodo 21: 22-23 hizo una distinción entre un feto no formado y uno formado, siendo este último tratado como una persona independiente. Esta distinción entre un estado temprano y tardío del feto era bastante común en el mundo antiguo, y fue defendida por Aristóteles al distinguir entre almas y subalmas humanas. Aristóteles abordó el tema del alma como biólogo, porque consideraba al alma el principio vital. Cada ser estaba compuesto de materia y forma (hilemorfismo), y cada ser vivo de cuerpo y alma. La línea entre el aborto legal y el ilegal estará marcada por el hecho de tener sensación y estar vivo. Teorizó que primero el alma vegetativa ingresa al feto, luego el alma animal sensitiva, y finalmente el alma humana, alrededor de cuarenta días para los machos y ochenta días para las hembras. Para Aristóteles, el Estado debe tener control de carácter eugenésico a las familias, ya que ellas son la esencia misma de la ciudad, argumentando a favor del aborto en casos de sobrepoblación. También apoyó el infanticidio en los casos en que el niño sea deforme.
Muchos teólogos católicos aceptarán luego esa herencia aristotélica de diferente manera; entre ellos Agustín de Hipona y Tomás de Aquino. Otros Padres de la Iglesia manifestaron posiciones diferentes. Así, Tertuliano se adhería a la tesis del traducianismo, según la cual el alma humana era transmitida a la descendencia por los padres y se encontraba ya presente en el momento de la concepción. Orígenes, siguiendo una línea de tendencia platónica, fue más allá y sostuvo la idea de que la creación de las almas precedía a la del cuerpo material, y que solo después ésta se infundía en dicho cuerpo humano desde fuera.
Por su parte, la teoría de que el alma humana no entra en el cuerpo hasta el nacimiento fue defendida por Platón y fue determinante para el Derecho romano, donde existió la patria potestas, por la cual el cabeza de familia podía disponer de la vida de cualquiera de sus vástagos sin tener que dar explicaciones o ser acusado de un crimen.[cita requerida] Solo raramente el aborto fue tratado como un homicidio, incluso cuando esto era punible. En el lado opuesto tenemos sobre todo a los pitagóricos, quienes pusieron énfasis en el culto a una noción de medicina-religión para proscribir el aborto, algo con lo que alineó Hipócrates. El texto del Juramento hipocrático, propuesto hoy por algunos clasicistas a quienes desean ejercer la medicina, contiene un pasaje que hace referencia expresa al aborto: quien jura se compromete a no introducir pesario abortivo en ninguna mujer.
En el cristianismo primitivo se encuentra un culto privado de Asia Menor, quizás pitagórico, que se oponía al aborto.[cita requerida]
También algunos pensadores griegos y romanos se oponían al aborto por otras razones que la de la humanización sino por suponer una interferencia en el derecho del padre respecto al niño.

#### Catolicismo
La Iglesia católica se opone al aborto desde los primeros siglos del cristianismo hasta nuestros días. Considera al ser humano existente desde el momento de la concepción, y para ello considera principalmente, además de otros muchos aspectos como son la potencialidad del embrión (esto quiere decir, al igual que se explica en la filosofía aristotélica, que en teoría el embrión, en tanto en cuanto puede convertirse mediante su natural desarrollo en un ser humano pleno, es de facto un ser humano en todo momento, desde el mismo instante en el que se produce la fecundación del óvulo) o el derecho a la vida de los seres humanos (derecho humano ampliamente reconocido), el argumento de la inmortalidad del alma, que sería insuflada al momento de la concepción.
Históricamente, se han dado discusiones teológicas sobre el momento de la infusión del alma espiritual (véase, por ejemplo, el artículo traducianismo). Sin embargo, tanto los Padres de la Iglesia como los doctores de la Iglesia fueron unánimes en la reprobación del aborto inducido:

A lo largo de toda la historia, los Padres de la Iglesia, sus Pastores, sus Doctores, han enseñado la misma doctrina, sin que las diversas opiniones acerca del momento de la infusión del alma espiritual hayan suscitado duda sobre la ilegitimidad del aborto. Es verdad que, cuando en la Edad Media era general la opinión de que el alma espiritual no estaba presente sino después de las primeras semanas, se hizo distinción en cuanto a la especie del pecado y la gravedad de las sanciones penales; autores dignos de consideración admitieron, para este primer período, soluciones casuísticas más amplias, que rechazaban para los períodos siguientes. Pero nunca se negó entonces que el aborto provocado, incluso en los primeros días, fuera objetivamente una falta grave. Esta condena fue de hecho unánime.
Congregación para la Doctrina de la Fe

En el siglo XII, Pedro Lombardo comentó acerca de la referencia al aborto que existe en la Biblia: la que aparece en el Libro del Éxodo (21.22), en donde se distinguen dos tipos de aborto: uno que suprime a un ser humano ya formado y con alma humana ―y en cuyo caso es homicidio― y otro en el que se elimina a un ser "informe" y sin alma propiamente humana, por lo que se debía pagar una multa.[cita requerida]
Más tarde, santo Tomás de Aquino se adhiere a esa tesis aristotélica afirmando por tanto una diferencia en el pecado. Así, en sus Comentarios a las sentencias de Pedro Lombardo (III) se suma a la tesis aristotélica de que el alma entra a los 40; días en el caso de varones y 90; en el de hembras. Santo Tomás asume además un punto de vista un tanto moderno al dejar a la embriología una mayor precisión del tiempo para corregir estos aspectos con más exactitud.

- Al principio, el embrión tiene un alma solo sensitiva que es sustituida por otra más perfecta, a la vez sensitiva e intelectiva, como trataremos exhaustivamente más adelante (Summa theológica I, q. 76).
- En la generación del hombre lo primero es lo vivo, luego lo animal y por último el hombre (Summa theológica II-II, q. 64).
- Debemos observar una diferencia entre el proceso de generación en el hombre y los animales del aire o el agua. La generación del aire es simple ya que solo dos formas substanciales aparecen; una que es desplazada y otra que es inducida. Y todo esto tiene lugar en un instante y a la vez, de manera que la forma del agua permanece durante todo el periodo precediendo a la inducción de la forma del aire. Por otro lado, en la generación de un animal aparecen diversas formas substanciales: primero el semen, luego la sangre y así hasta que encontramos la forma de un animal o un hombre. (Sobre el poder de Dios, q. 3, a. 9, ad 9. Cf. Summa contra Gentiles, II, Ch. 89, 11; Summa theológicae, Ia, q. 119, a. 2).
- Como es alma está unida al cuerpo como su forma, está unida al cuerpo como su acción propia. El alma es "la acción de un cuerpo orgánico" (Aristóteles, II De Anima, 412b, 5-6). Por lo tanto el alma no existe en el semen en cuanto acto (como opuesto a en potencia o virtualidad) antes de la organización del cuerpo. (Summa contra gentiles, II, ch. 89).

En la teología neoescolástica tomista del siglo XX se considera que santo Tomás no contaba en su momento con los datos científicos que tenemos ahora, y que incluyen dinámicas propias así como el conocimiento del ADN. Este argumento es un punto de apoyo para que en el siglo XX la Iglesia católica defienda la posición de que en el momento de la fecundación aparece un nuevo ser, con dinámica propia e información genética completa aunque su estado sea de dependencia con respecto a la madre.
Por lo tanto, a pesar de la postura oficial de la Iglesia católica, se debe señalar ese debate en la teología católica en lo que se refiere al momento en que se puede considerar al alma humana, a un "ser humano", a los tiempos de desarrollo del mismo así como al tipo de pecado relacionado, o si es que este existe. Las distintas corrientes de opinión pueden quedar resumidas en:
- Los partidarios de la animación inmediata (desde el momento de la concepción). Dentro de esta posición, destacaron los que consideraban el origen del alma humana por una preexistencia anterior a su unión con el cuerpo (platonismo cristiano) o por una derivación del alma de los padres (traducianismo).
- Los partidarios de la animación mediata o retardada (después de un cierto tiempo). Entre los que defendían esta postura, estaban parte de los que aceptaban que las almas son creadas por Dios, creación que podía tener lugar unos días después de la fecundación (según Aristóteles, por ejemplo).

Una razón de peso por la que los teólogos católicos partidarios de la animación inmediata han mantenido que el alma se insufla en el momento de la concepción reside en que la nueva alma no deriva de la de sus padres, y por lo tanto supone un hecho divino. Bajo esta línea se puede citar por ejemplo la Didaché, el escrito más antiguo de los Padres apostólicos, que equipara en importancia al aborto con dar muerte a un niño ya nacido, o a Tertuliano.
Este punto es sin duda el que causa más problemas de conciliación con el saber científico. Algunos autores señalan que los teólogos de esta tendencia se alinean en realidad con filósofos modernos, como Immanuel Kant o Gottfried Leibniz, ya que la idea de que el alma existe en el mismo momento de la concepción surge con más fuerza principalmente en el siglo XIX.
Si en los siglos anteriores era preeminente la visión de santo Tomás, en el siglo;XX la postura oficial de los papas es en contra de cualquier tipo de interrupción del embarazo. El papa Juan Pablo II escribió en este sentido de manera inequívoca en diversas encíclicas y una línea similar es mantenida por Benedicto XVI. Estas encíclicas son discutidas por los defensores de perspectivas distintas, tanto dentro la comunidad católica como fuera de ella en ámbitos intelectuales o teológicos.
En el primer Concilio de Maguncia ―un concilio local del año 847― se confirman penas canónicas propuestas por reuniones anteriores: a la mujer que haya abortado se le han de prescribir 10 años de penitencia. El papa Esteban V afirma, en su carta Consuluisti de infantibus, que cometer un aborto es un homicidio, ya que la concepción requiere de la acción de Dios.
El 4 de marzo de 1679, un decreto del Santo Oficio condenó dos proposiciones relativas al aborto:

Es lícito procurar el aborto antes de la animación del feto, por temor de que la muchacha, sorprendida grávida, sea muerta o infamada.
Denzinger, Enchiridion symbolorum, 2134

Parece probable que todo feto carece de alma racional mientras está en el útero, y que solo empieza a tenerla cuando se le pare; y consiguientemente habrá que decir que en ningún aborto se comete homicidio.
Denzinger, Enchiridion symbolorum, 2135

El Código de Derecho Canónico de 1917 establecía para el aborto la pena de excomunión.
Aparte de esta alusión, el magisterio de la Iglesia no vuelve a pronunciarse sobre el tema hasta el siglo XX[cita requerida], aunque desde 1930 lo haya hecho de manera continua y cada vez más amplia. Pío XI,
Pío XII, en varios discursos, como el que impartió a la Sociedad de Médicos Italianos de San Lucas (el 12 de noviembre de 1944), o Juan XXIII, han condenado el aborto como homicidio. En el Concilio Vaticano II se encuentra una de las condenas más citadas en el magisterio posterior, concretamente, en la constitución pastoral Gaudium et spes.
El papa Juan Pablo II recuerda, en la encíclica Evangelium Vitae, que quienes a sabiendas de la pena incurren o colaboran en un aborto (padres y cómplices sin cuyo apoyo el aborto no se hubiera realizado) incurren en excomunión inmediata (llamada latae sententiae en el Código de Derecho Canónico).

#### Cristianismo evangélico
La mayoría de las iglesias cristianas evangélicas están en contra la interrupción voluntaria del embarazo y apoyan a las agencias de adopción y agencias de apoyo social para madres jóvenes.

### Judaísmo
En el judaísmo, las opiniones sobre el aborto se basan principalmente en las enseñanzas legales y éticas de la Torá, el Talmud de Babilonia, las decisiones caso por caso de responsa y otras publicaciones rabínicas. En términos generales, los judíos ortodoxos aceptan el aborto hasta el día 40, con excepciones relacionadas con la salud, y los judíos reformistas tienden a permitir una mayor libertad para el aborto. La ley que permite el aborto en la Mishnah: 
"Si una mujer que está de parto tiene una dificultad [que amenaza su vida], se desmembra el embrión que lleva dentro, quitándole miembro por miembro, pues su vida tiene prioridad sobre la de él".
El sagrado Talmud establece que un feto no es legalmente una persona hasta el parto (ver Baba Kama 42a). La santa Torá tiene algunas referencias al aborto; Éxodo 21: 22-25 aborda el aborto involuntario por medio de acciones ajenas, que describe como una ofensa no capital punible con una multa:
"Y si riñeren varones e hirieren a mujer preñada, y abortare, pero no hubiere daño, será multado; según le impusiere el marido de la mujer, dará con avaluación. Mas, si hubiere daño, dará alma (nefesh) por alma (nefesh), ojo por ojo, diente por diente, mano por mano, pie por pie, quemadura por quemadura, herida por herida, cardenal por cardenal". (Biblia Septuaginta, Éxodo 21: 22-25).
Es decir, causar el aborto de una mujer es un delito, pero no un crimen capital, porque el feto no se considera una persona sino un propiedad. Sin embargo, si el feto estaba "completamente formado" (eswon / eswan) debía ser tratado como una persona. De esta ley, el filósofo y comentarista rabínico Filón de Alejandría, afirma que según los médicos de su época que un feto "mientras aún está adherido al útero debajo del vientre, es parte de su futura madre" y solo cuando "había asumido todas sus cualidades conectivas y distintivas propias" o nace el bebé "se convierten en verdaderas criaturas vivientes" cuyo muerte es asesinato. También, el historiador romano de origen judío Flavio Josefo interpreta este aborto como un crimen contra la propiedad "multado en bienes por los jueces". Si se mata a la madre entonces clasifica el acto como asesinato castigado con la pena de muerte "ya que la ley tiene por justo que se pague vida por vida". Por otro lado, también sostiene que en un aborto intencional la madre es asesina "al destruir una criatura viviente y disminuir la especie humana".
El Libro de los Números en la Biblia hebrea describe la Ordalía del agua amarga (sotah) que administrará un sacerdote a una esposa cuyo esposo cree que ella fue infiel. El erudito rabínico Arnold Ehrlich interpreta la prueba de tal manera que termina inofensivamente si la mujer es fiel, o con un aborto inducido: "el embrión cae".
La enseñanza judía ortodoxa permite el aborto si es necesario para salvaguardar la vida de la mujer embarazada. Mientras que los movimientos reformistas, reconstruccionistas y conservadores abogan abiertamente por el derecho a un aborto seguro y accesible, el movimiento ortodoxo está menos unido sobre el tema. Muchos judíos ortodoxos se oponen al aborto, excepto cuando es necesario para salvar la vida de una mujer (o, según algunos, la salud de la mujer).
El rabino Eliezer Waldenberg, destacada autoridad en la ley judía, escribió que "está claro que en la ley judía un israelita no está sujeto a la pena capital por feticidio... Una mujer israelita se le permitió someterse a un aborto terapéutico, a pesar de que su vida no estaba en juego... Esta decisión permisiva se aplica incluso cuando no hay una amenaza directa a la vida de la madre, sino simplemente la necesidad de salvarla de un gran dolor, que cae dentro de la rúbrica de gran necesidad'”.
La rabina estadounidesnse Danya Ruttenberg es defensora del derecho al aborto y está en desacuerdo sobre la interpretación del aborto en textos bíblicos de cristianos conservadores.

### Islamismo
El derecho islámico (sharia) parte de consideraciones similares a las del derecho canónico cristiano. Aunque ni el Sagrado Corán ni la Sunna tratan el tema, se atribuye importancia al conocimiento médico que aporta el jurista versado en medicina, como Averroes, o el médico conocedor de la ley islámica, como Avicena. Según estos, el feto adquiere la condición legal de persona cuando recibe de Dios su alma personal, momento para cuya identificación se confía también en la ciencia del médico y no solo en la revelación. De acuerdo con la tradición oral, el momento de la infusión del alma es a los 120 días o cuatro meses.
La mayoría de juristas modernos consideran aceptar la no viabilidad del feto en sus primeros 120 días.
En el Islam se asume que la complejidad de la vida fetal aumenta con el tiempo, manteniendo así una perspectiva gradualista que tiene su fundamento en la teología islámica. En ella se afirma que el espíritu (rub) entra en el feto alrededor de los 120 días (4 meses) después de la concepción. Aquellos que toman una posición más estricta argumentan que una vez el esperma entra en el vientre, está destinado a producir vida, y así para ellos el aborto está proscrito. No obstante, dentro de esos 120 días la mayoría de juristas consideran el aborto como moralmente menos grave y por tanto no sancionable.
Del mismo modo, se observa de manera general que la madre pueda abortar si su vida corre riesgo independientemente del tiempo de gestación, por lo que la vida de la madre prevalece sobre los derechos del no nacido. Existe cierto debate en el caso de malformación y hasta que punto esto es motivo para alargar los 120 días. Aunque en la fatwa egipcia esto no se contempla.
Se debe notar por tanto que existe debate respecto a acortar alargar el periodo y sus supuestos, y en donde la ciencia a veces desempeña un papel destacado.
Hay dos escuelas jurídicas que valoran de maneras opuestas el aborto. La escuela Hanafí permite el aborto libremente en los cuatro meses iniciales, incluso cuando la iniciativa de la mujer no cuenta con el permiso del marido. La escuela Malikí prohíbe en su mayoría el aborto de manera absoluta, argumentando que, aunque el feto no sea propiamente humano, no se debe interferir con su destino natural de adquirir su alma, una vez que el semen se ha instalado. Algunos miembros de la escuela Maliki encuentran permisible el aborto hasta los 40 días. La escuela Hanbalí suele rebajar el plazo a los 40 días, prohibiéndolo terminantemente después.
Las otras escuelas legales islámicas, tanto suníes como chiíes, mantienen, en conjunto, posiciones semejantes a las de la escuela Hanafí. De las cinco categorías en que se clasifican jurídicamente los actos ―obligatorios, recomendados, opcionales, culpables o desalentados y prohibidos―, el aborto ha sido situado generalmente entre los opcionales o tolerables, especificándose los casos en los que el aborto debe considerarse criminal y punible. En general, son razones de salud las que se considera que justifican el aborto.
De manera general, el Islam anima a la reproducción y desalienta el aborto, que no recibe fácilmente la aprobación social, pero tampoco es considerado necesariamente un crimen. Es visto más bien como un recurso que debe usarse solo en último lugar. Es requisito indispensable la expresión de la voluntad de la madre de llevarlo a cabo.

### Budismo
El budismo no contempla la existencia de un alma insuflada o creada por una divinidad, por lo que su doctrina no establece un tiempo concreto que aconseje o no el aborto. No obstante, la doctrina budista sí que observa una evolución del desarrollo embrionario y sus capacidades, por lo que observa una graduación en la gravedad moral en el acto de abortar en función de la evolución de la consciencia en el no nacido. De manera general el budismo no condena con excesiva gravedad el aborto aunque señala las posibles graves consecuencias para la estabilidad emocional de la madre. En la práctica algunas comunidades budistas como la japonesa celebran ceremonias rituales (Mizuko kuyo) de reparación emocional para aquellas mujeres que han experimentado un aborto y así lo solicitan.
En una obligada investigación de las causas de las acciones que demanda el budismo a sus seguidores, en general se observa el contexto de la situación que puede empujar a una mujer a esta decisión. De manera que el aborto, aun siendo considerado una situación muy poco afortunada o que puede ser producto del aferramiento al deseo sensual, no llega a tener la misma consideración de gravedad que otras acciones. Por ejemplo, el budismo menciona numerosos ejemplos sobre la gravedad de acabar con la vida de un animal adulto como un perro, un elefante o un caballo. Pero no respecto a un aborto de cinco o seis semanas. No aparece pues una norma general en el budismo que enseñe una prohibición o aprobación en cualquier situación, sino que se tiende a observar cada caso y sus circunstancias.
Los países en donde la religión budista es mayoritaria (como Tailandia, Camboya o Japón) se aplican leyes de plazos y supuestos que permiten el aborto. De entre todos ellos, el caso de mayor permisividad y despenalización es el japonés.

### Hinduismo
Las creencias del mundo hinduista son variadas pero derivan casi todas ellas de sus antiguos textos sagrados, desde las doctrinales Upanishad hasta las leyendas de los Puranas.El hinduismo considera el aborto desde sus textos de una manera quizás más radical que otras religiones, al considerar que el alma humana está presente desde la misma concepción sin un debate de peso. La noción religiosa de no violencia hacia cualquier manifestación de la vida fue además subrayada en la era moderna por Mahatma Gandhi, el padre de la moderna nación india. Al lado de esto, varias escrituras religiosas como la Suetásuatara-upanishad afirman que las almas que se deben reencarnar caen desde las nubes con la lluvia, entran en las legumbres, que cuando son consumidas por un varón se convierten en semen y pueden ser inyectadas en un vientre materno. El aborto se considera un mal karma, y la persona que lo cometa, al morir, deberá ser inyectada en una mujer que esté pensando en abortar.
Según un esquema teológico complejo que contempla la reencarnación de las almas, tanto el cigoto como el embrión o el feto poseen alma ―esté ya desarrollada o no―, y deben ser protegidos. Socialmente esta visión moral sigue siendo predominante y los diferentes cultos hinduistas y sus líderes mantienen en mayoría esta visión, si bien al mismo tiempo consienten resignadamente cierta conciliación con los programas de planificación familiar así como con el aborto, sobre todo por la problemática social y de población existente.
Algunos textos hinduistas provenientes de la medicina tradicional (áiur-veda), como el Charaka-samjita, recomiendan dar preferencia a la vida de la madre que a la del feto. Esto ha servido de punto de apoyo para que el gobierno indio permita a través de la ley MTP (Medical Termination of Pregnancy Act: ley de terminación médica del embarazo), de 1971, legislar el aborto en casos de violación, incesto o amenaza a la salud mental del madre. Es a través de este último supuesto que se realizan la mayoría de interrupciones del embarazo en la India, que actualmente son muy numerosas.
La moralidad del aborto en la sociedad hindú es compleja. Los textos religiosos como los Vedas y los Puranas lo prohíben con claridad, aunque la filosofía hindú permite que sean sobreseídos de manera práctica; especialmente mediante el Ayurveda o medicina tradicional. El sistema de castas, la selección de sexo por motivos socioeconómicos, sobrepoblación y otros graves problemas, fuerzan una coexistencia que es vista de manera resignada pero no satisfactoria por la sociedad india.

### Sijismo
El código de conducta sij no trata directamente con el aborto (o de hecho muchos otros asuntos bioéticos), generalmente está prohibido en el sijismo porque se dice que interfiere con el trabajo creativo de Dios. A pesar de este punto de vista teórico, el aborto no es infrecuente entre la comunidad sij en India, y existe una preocupación creciente de que los fetos femeninos se estén abortando debido a la preferencia cultural por los hijos varones.

## Aspectos bioéticos
Desde un punto de vista bioético, existe una clara división de opiniones:
- Posturas proabortistas que no consideran que el embrión sea una individuo igual a un niño o adulto desarrollado. Dentro de este grupo, hay diversas posturas según el momento en el que consideran que puede realizarse un aborto, basados fundamentalmente en las capacidades vinculadas principalmente con lo sensorial.[176]
- Posturas antiabortistas que sostienen y defienden que la vida humana existe desde el momento de la fecundación y no existe situación que amerite su finalización arbitraria.[177]
- Quienes consideran que la posición sobre el aborto, ya sea proabortista o antiabortista, pertenece al ámbito de las creencias personales, ideológicas o religiosas, ya que el momento en que un ser puede considerarse humano no puede establecerse mediante criterios científicos. Estas posturas suelen ser rechazadas por los antiabortistas por considerarlas opuestas y respetadas por los proabortistas[178]

Existen diferencias de opinión en cuanto al momento preciso en que comienza la persona humana y la naturaleza de ese estado. El problema surge en una serie de campos que incluyen la ciencia, la religión, la filosofía y la ley, y es más agudo en los debates relacionados con el aborto, la investigación con células madre, los derechos reproductivos y los derechos fetales.
Tradicionalmente, el concepto de persona ha implicado el concepto de alma, un concepto metafísico que se refiere a una dimensión no corpórea o extracorpórea del ser humano. Sin embargo, en la modernidad, los conceptos de subjetividad e intersubjetividad, persona, mente y yo han llegado a abarcar una serie de aspectos del ser humano considerados previamente como características del alma. Aunque los dos lados principales del debate sobre el aborto tienden a coincidir en que un feto humano es biológicamente y genéticamente humano (es decir, de la especie humana), a menudo difieren en su opinión sobre si un feto humano es o no, en cualquiera de varios formas, una persona.
Una persona es todo aquel sujeto capaz de adquirir derechos y contraer obligaciones, es decir, susceptible de devenir sujeto, activo o pasivo, de relaciones jurídicas. Cabe aclarar que la personalidad jurídica no está ligada intrínsecamente a la humanidad de la persona, ejemplo de esto es la ley colonial europea y americana que no reconocía a los esclavos negros africanos como personas sino como bienes semovientes propiedades de un dueño, así como el hecho de que las leyes actuales reconozcan la existencia de personas no humanas que son las personas jurídicas.
En el juicio estadounidense de 1973 Roe v Wade cuyo fallo implicó la despenalización a nivel navional, la opinión de los jueces incluyó la siguiente declaración: "No necesitamos resolver la difícil cuestión de cuándo comienza la vida. Cuando aquellos entrenados en las respectivas disciplinas de la medicina, la filosofía y la teología no pueden llegar a ningún consenso, el poder judicial, en este punto del desarrollo del conocimiento del hombre, no esta en posición de especular sobre la respuesta". Sin embargo, puede argumentarse[¿quién?] desde una posición contraria que al no existir consenso, se admiten la existencia el riesgo de que efectivamente se tratase de un ser humano o una persona y se corre el riesgo de su eliminación a pesar de dicha condición, lo cual resulta ética y moralmente criticable.

### Marcadores biológicos
Uno de los posibles requisitos básicos para la persona es la individualidad, que implica la diferenciación entre la persona y sus padres. La biología ofrece una serie de etapas en el ciclo de vida que se han visto como candidatos para la personalidad:
- la fertilización, la fusión de los gametos para formar un cigoto
- implantación, que ocurre alrededor de una semana después de la fertilización
- la segmentación, cuando ya no es posible la formación de gemelos, aproximadamente 14 días después de la fertilización.
- cuando el corazón comienza a latir.
- desarrollo del sistema nervioso central (primer mes).
- neuromaduración, cuando el sistema nervioso central de un feto es neurobiológicamente "maduro".
  - Conceptos de "nacimiento cerebral" (en comparación con la muerte cerebral):
    - a la primera aparición de ondas cerebrales en la parte inferior del cerebro (tronco encefálico) - 6-8 semanas de gestación (paralelamente a la "muerte cerebral total")
    - a la primera aparición de ondas cerebrales en el cerebro superior (corteza cerebral) - 22-24 semanas de gestación (en paralelo a "muerte cerebral más alta")[183][184]
- el momento del movimiento fetal, o "aceleración"[185]
- cuando el feto "es capaz de sentir dolor".[186]
- cuando se puede establecer que el feto es capaz de cognición o percepción neonatal.
- viabilidad fetal.
- nacimiento.

#### Fertilización
La fertilización es la fusión de los gametos, que es un espermatozoide y un óvulo (óvulo), para formar un cigoto. En este punto, el cigoto es genéticamente distinto de cualquiera de sus padres. No todos los cigotos normales se convertirán en adultos. Hay muchos óvulos fertilizados que nunca se implantan y "simplemente se lavan" después de la fertilización.

#### Función cerebral (nacimiento cerebral)
En los años transcurridos desde la designación de la muerte cerebral como un nuevo criterio para la muerte, la atención se ha dirigido hacia el papel central del sistema nervioso en una serie de áreas de toma de decisiones éticas. La noción de que existe un punto final neurológico para la vida humana ha conducido a esfuerzos para definir un punto de partida neurológico correspondiente. Esta última búsqueda ha llevado al concepto de nacimiento cerebral (o vida cerebral), que significa lo contrario de la muerte cerebral. La búsqueda de un marcador neurológico del inicio de la persona humana debe su impulso a la simetría que se percibe entre los procesos al principio y al final de la vida, por lo tanto, si la función cerebral es un criterio utilizado para determinar el médico de defunción de una persona, sino que también debe ser el criterio para su comienzo.
Al igual que hay dos tipos de muerte cerebral - la muerte de todo el cerebro (que se refiere a la cesación irreversible de la función de tanto el tallo cerebral y partes superiores del cerebro) y mayor muerte cerebral (destrucción de los hemisferios cerebrales solo, con la posible retención de función del tronco encefálico), hay dos tipos de nacimiento cerebral (en función de su reversión): nacimiento del tronco encefálico en la primera aparición de ondas cerebrales en la parte inferior del cerebro (tronco encefálico) a las 6-8 semanas de gestación y nacimiento cerebral mayor, en la primera aparición de ondas cerebrales en el cerebro superior (corteza cerebral) a las 22-24 semanas de gestación.

#### Dolor fetal
El dolor fetal, su existencia y sus implicaciones son parte de un debate más amplio sobre el aborto. Una revisión sistemática multidisciplinaria de 2005 en JAMA en el área del desarrollo fetal encontró que es poco probable que un feto sienta dolor hasta después del sexto mes de embarazo. Los neurobiólogos del desarrollo sospechan que el establecimiento de conexiones talamocorticales (aproximadamente a las 26 semanas) puede ser crítico para la percepción fetal del dolor. Según lo sugerido en https://www.ncbi.nlm.nih.gov/pubmed/15264504, el feto responde físicamente a maniobras invasivas, es decir, presenta respuesta cuando se lo lastima.

#### Viabilidad fetal
Dentro del campo que supone la viabilidad fetal, la discusión abarca la capacidad del feto de desarrollarse fuera del útero materno y sin dependencia física de su madre.
En algunos países, los abortos tempranos son legales en todas las circunstancias, pero los abortos tardíos se limitan a circunstancias en las que existe una clara necesidad médica. Si bien no existe un límite definido de desarrollo, edad gestacional o peso en el que un feto humano se convierta automáticamente en viable, un estudio de 2013 encontró que "aunque solo una pequeña proporción de nacimientos ocurren antes de las 24 semanas completas de gestación (aproximadamente 1 por 1000), la supervivencia es rara y la mayoría de ellos son muertes fetales o nacidos vivos seguidos de una muerte neonatal.
En el estado de Nueva York (EE. UU.), se permite el aborto en cualquier momento del embarazo, en caso de que la vida de la madre esté en riesgo
Planned Parenthood, una de las mayores organizaciones que promueven la práctica del aborto inducido, expone sobre la viabilidad que:
"Hasta que el feto sea viable, cualquier derecho que se le otorgue puede ser a expensas de la mujer embarazada, simplemente porque el feto no puede sobrevivir, excepto en el cuerpo de la mujer. Tras la viabilidad, el embarazo puede interrumpirse, como una cesárea o trabajo inducido, con el feto sobreviviendo para convertirse en un bebé recién nacido. Varios grupos creen que el aborto antes de la viabilidad es aceptable, pero es inaceptable después ".
Sin embargo, esta postura causa polémica incluso en el seno de la consideración sobre la viabilidad fetal porque quienes defienden está postura suelen contrariar y rechazar la posibilidad de que el feto realice por medios tecnológicos su desarrollo fetal y embrionario completo.[cita requerida]
En Neuquén, Argentina, el juez Álvaro Meynet condenó al ginecólogo Leandro Rodríguez Lastra por no realizar un aborto en una ocasión en que una mujer ingresó al hospital con complicaciones tras ingerir pastillas abortivas cargando un embarazo de cinco meses y medio ante lo cual el médico se negó a practicar el aborto alegando el riesgo de muerte de tanto madre como feto procedió a dar indicaciones de un mes de internación y realizar un parto prematuro que no tuvo complicaciones, siendo condenado a un año de prisión y tres meses de inhabilitación a pesar de no haber realizado lesiones sobre madre e hijo, considerando el juez que faltó a su deber profesional al no haber realizado inmediatamente el procedimiento sin haber estado inscripto como objetor de conciencia.
En 2018 en Estados Unidos, medios como CNN y Dailymail dieron a conocer el caso de una niña de 4 años que había nacido en 2014 a las 22 semanas de gestación.

## Aspectos sociales
El debate sobre el aborto es la controversia en curso en torno al estado moral, legal y religioso del aborto inducido. Las partes involucradas en el debate son los auto descritos movimientos "pro-elección" y "pro-vida". "Pro-elección" enfatiza el derecho de las mujeres a decidir si terminar un embarazo. "Pro-vida" enfatiza el derecho del embrión o feto a gestar a término y nacer. Ambos términos se consideran cargados en los medios convencionales, donde generalmente se prefieren términos como "proaborto" o "antiaborto". Cada movimiento ha buscado, con resultados diversos, influir en la opinión pública y obtener apoyo legal para su posición.
Se estima que cada año 46 millones de mujeres recurren al aborto inducido para dar por terminado un embarazo no deseado. El tratamiento legislativo varía enormemente de un país a otro, pero actualmente el 62 % de la población mundial vive en 55 países donde el aborto inducido está permitido, mientras que el 25 % de la población mundial vive en países que lo prohíben y penalizan o lo permiten solo en casos de riesgo para la vida de la mujer. La OMS estima que cada año ocurren 20 millones de abortos inducidos.

### Mortandad debida al aborto en condiciones insalubres
La Organización Mundial de la Salud (OMS), señala que los abortos en condiciones sanitarias inadecuadas son una causa mayor de mortalidad femenina, con un total aproximado de 68 000 muertes al año en el mundo, lo que representa alrededor del 13 % de las 527 000 muertes maternas, es decir, por razones obstétricas. Estudios publicados el año 2010 hablan de un número de muertes maternas alrededor de 343 000. El porcentaje es muy desigual según las regiones, alcanzando hasta el 30 % de las muertes maternas en algunos países. El riesgo es estadísticamente mayor donde el aborto en condiciones clínicas seguras no es accesible, ya sea por razones legales, sociales, económicas o de otro tipo. Los abortos clandestinos, por tanto, generan un problema de salud pública, por el índice de muertes y por las consecuencias que tienen en la vida de las mujeres.
El aborto clandestino es inseguro porque no se da en condiciones que puedan garantizar una intervención óptima. Se recurre a personal no especializado. Se pone en riesgo la vida de la mujer. Las hemorragias y otras complicaciones del aborto incompleto son una de las causas de la mortalidad materna.[cita requerida]
En América Latina y el Caribe, aproximadamente 5,000 mujeres mueren cada año debido a complicaciones relacionadas con abortos inseguros (más de la quinta parte del total de muertes maternas). Esta cifra corresponde al 21 por ciento de las muertes maternas a nivel mundial.[cita requerida] En 1996, la OPS (Organización Panamericana de la Salud) indicó que el aborto es la causa primordial de mortalidad materna en Chile, Guatemala, Panamá, Paraguay y Perú, la segunda causa de muerte en Costa Rica y la tercera causa de muerte en Bolivia, Brasil, Colombia, Ecuador, El Salvador, Honduras, México y Nicaragua.[cita requerida]
De todas las mujeres que se someten a un aborto en condiciones de riesgo, un número aproximado de entre el 10 y el 50 % necesitan atención médica para el tratamiento de las complicaciones. Abortos incompletos, hemorragias y complicaciones infecciosas son algunos de los riesgos que corren las mujeres al no recibir un tratamiento médico adecuado con las condiciones necesarias para garantizar la vida y la salud.[cita requerida]
La OMS estima que el 13 % de las aproximadamente 600 000 muertes relacionadas con embarazos a nivel mundial son el resultado de la realización de abortos en condiciones de salubridad inseguras. La mortalidad por aborto inducido es de 0,2 a 1,2 por cada 100 000 abortos en países donde el aborto está permitido. En países donde el aborto está penalizado se encuentran 330 muertes por cada 100 000 abortos.[cita requerida]

Los abortos realizados en condiciones de riesgo ponen en peligro la vida de muchas mujeres, lo cual representa un problema de salud pública grave. La mayoría de estas muertes, los problemas de salud y las lesiones podrían prevenirse mediante un mayor y mejor acceso a servicios adecuados de atención en salud, incluyendo métodos seguros y efectivos de planificación familiar y atención obstétrica de urgencia.
IV Conferencia Mundial de la Mujer, 1995.

Estos datos han servido de argumento a favor de la despenalización del aborto, es decir, a favor de que el aborto deje de ser considerado un delito y se legisle con consideraciones específicas para casos específicos.

### Aborto selectivo de fetos femeninos en la actualidad
En la actualidad, en los países con mayores poblaciones del mundo (China e India, donde está legalizado el aborto), la coincidencia de tres situaciones, a saber, los avances médicos que permiten determinar el sexo del futuro hijo, la situación de legalización del aborto y una 'preferencia cultural' por los hombres han hecho que el número de mujeres disminuya y que haya un mayor número de abortos de embriones y fetos femeninos. Particularmente en la India, los investigadores calculan que, de 1985 a 2005, 10 millones de posibles futuras mujeres han sido abortadas de manera selectiva.
El censo del 2001 en la India reveló que “faltaban” cincuenta millones de mujeres, que iban en contravía a la tendencia mundial, en la que el número de mujeres supera ligeramente al de los hombres. Por otra parte, la aplicación de la política de un solo niño en China en 1979 incrementó la población masculina, pues los padres intentaban engañar y evitar la ley mediante el aborto preferencial o el abandono de las hijas no deseadas.
En consecuencia, en la India está prohibido realizar ecografías o ultrasonidos para determinar el sexo del feto, pues, dado que el aborto es legal, muchas mujeres se ven obligadas a abortar si el feto es una niña porque, supuestamente, “una hija no podrá cuidar de sus padres cuando envejezcan, porque será la causa del empobrecimiento de la familia al tener que pagar una dote en su boda, porque será considerada un huésped en su propia casa hasta el día en que la abandone para casarse, porque el prestigio de la madre y su posición en la familia solo se verán consolidados si el que nace es un varón, o porque se cree que solo los varones pueden realizar los ritos funerarios por sus padres”. El aborto e infanticidio selectivo hacia futuras mujeres podría tener una influencia en la relación hombres-mujeres, que se elevó de 117:100, según datos del 2002.
Christophe Z. Guilmoto, demógrafo francés, ha dirigido un estudio en el que concluye que en Vietnam, como en buena parte del continente asiático, la tasa de niñas que nacen se ha reducido significativamente respecto de la de las niños, por obra de los abortos selectivos. Según el mismo autor, el índice de masculinidad, sin embargo, también ha experimentado ascensos notables en países donde no existe el control de la natalidad como política de Estado. Es el caso de India (con una media de 113 y de 125 en el Panyab), Taiwán, Singapur, Pakistán o Bangladés. También en el sur del Cáucaso, en Armenia, en Georgia, en Azerbaiyán. De modo más débil, la tendencia también es visible en Albania y en Montenegro. En marzo de 2010, The Economist calificó, en su portada, a esta situación como generocidio.

## Ayuda a la mujer embarazada
Existen redes de personas y organizaciones que centran su atención en la ayuda a la mujer embarazada, que trabajan en contactar a mujeres en riesgo de aborto con recursos a nivel local mediante el uso de las nuevas tecnologías para ayudar a aquellas mujeres sufriendo de estrés y depresión y están pensando en abortar. Esta red tiene páginas en varios idiomas. Los lugares a los que se les remiten (refieren) son sin ánimo de lucro ni filiación religiosa. Algunos de ellos están localizados en Estados Unidos y varios países del mundo.

## El aborto en la literatura
El aborto inducido es el tema central de varias novelas, como El acontecimiento, de Annie Ernaux y Daniela Astor y la caja negra, de Marta Sanz.

## Prohibición del aborto por países
- Catar: El aborto en Catar es ilegal en la mayoría de los casos. Bajo el código penal de Catar, una mujer que realiza aborto autoinducido o que incita a un aborto, enfrenta una condena 5 años de cárcel. Las personas que le realizan un aborto a una mujer, pueden enfrentar 5 años de cárcel, y hasta 10 años de cárcel si este aborto es realizado sin el consentimiento de la madre.
- Estonia: El aborto en Estonia ha sido legal desde el 23 de noviembre de 1955, cuándo Estonia era parte de la Unión Soviética. Estonia afinó su legislación después de que obtuviera su independencia.
- Francia: El aborto inducido o interrupción voluntaria del embarazo es legal en Francia a petición de la mujer en las primeras 14 semanas de embarazo (primer trimestre).
- Israel: El aborto en Israel está permitido por la ley bajo ciertas circunstancias determinadas por un comité especial. Fue reformado en el código penal y aprobado en 1978. Desde el año 1988 la tasa de abortos en el país bajó y se encuentra entre las naciones con tasas moderadas. Según datos gubernamentales, hasta 2014 la tasa de abortos en Israel era más baja que en Inglaterra y Estados Unidos.
- Japón: El aborto en Japón ha tenido una historia muy variada. Documentos japoneses muestran que ya se realizaron abortos inducidos durante el siglo XII. Fue legal durante el período Edo para los campesinos, quienes tuvieron dificultades con las hambrunas recurrentes y los altos impuestos de la época.
- México: El aborto inducido se encuentra despenalizado en México (de facto).
- Países Bajos: El aborto o aborto inducido en los Países Bajos es legal a petición, con un período de espera de cinco días dentro del máximo de 24 semanas de gestación.
- Paraguay: Actualmente el aborto en la República del Paraguay es ilegal, excepto en caso de riesgo vital para la mujer.
- Turquía: El aborto inducido o interrupción voluntaria del embarazo es legal en Turquía desde 1983 hasta las 10 semanas de gestación –dos meses y medio- a petición de la mujer.  v Aborto terapéutico.
- Túnez: La interrupción voluntaria del embarazo o aborto inducido es legal en Túnez desde 1973 hasta los 3 meses de gestación a petición de la mujer. Túnez es junto con Turquía y Baréin los únicos países de mayoría musulmana donde el aborto inducido es legal.